# Siófok KC
Siófok Kézilabda Club (Siófok KC) är en handbollsklubb från Siófok i Ungern, bildad 2009. Damlaget vann EHF-cupen 2019.
Klubben spelade 2009 till 2023 i Nemzeti Bajnokság I (Ungerns högsta liga). Laget spelade i lägre divisioner fram till 2006, då det vann den tredje divisionen och flyttades upp till Nemzeti Bajnokság I/B (andra divisionen). Vid den tiden tog affärsmannen János Fodor över klubben och med stöd av den lokala förvaltningen garanterade han den ekonomiska grunden för klubbens långsiktiga planer.
I maj 2009 fick Siófok ett erbjudande från det ungerska handbollsförbundet om att ersätta klubben Tajtavill-Nyíradony och avancera till högstaligan. Siófok uppfyllde alla krav och inledde därför säsongen 2009-2010 i ligan. Trots att laget var nykomling i ligan presterade de bra och avslutade säsongen på sjunde plats. Siofoks 10:e år i första divisionen 2019 blev det mest framgångsrika året i klubbens historia. Man vann EHF-cupen och vann en bronsmedalj i den ungerska ligan. 2021 förlorade klubben finalen i  EHF European League. Hemmarena är Kiss Szilárd Sports Hall 
Klubben fick ingen licens för säsongen 2023/2024 eftersom den inte betalade sina skulder inom tidsfristen. De degraderades till tredje divisionen säsongen 2023/2024.

## Historik över klubbnamn
- 2009–2010: Siófok KC
- 2010–2015: Siófok KC-Galérius Fürdő
- 2015–2016: Siófok KTC KFT
- 2016–idag: Siófok KC

## Information om hemmarenan
- Namn: – Kiss Szilárd Sportcsarnok
- Stad: – Siófok
- Kapacitet: – 1400

## Spelare i urval
- Macarena Aguilar (2015–2016)
- Kjerstin Boge Solås (2019–2020)
- Chloé Bulleux (2016–2017)
- Tatjana Chmyrova (2018–2019)
- Tamara Horacek (2020–2021)
- Andrea Kobetić (2018–2021)
- Gnonsiane Niombla (2019–2021)
- Estelle Nze Minko (2016–2019)
- Nerea Pena (2019–2020)
- Daniela Piedade (2014–2016)
- Marina Rajčić (2022–2023)
- Denisa Șandru (2017–2019)
- Silje Solberg-Østhassel (2018–2020)
- Karoline de Souza (2011–2012)
- Zsuzsanna Tomori (2019–2021)